# Проносні засоби
Проносні засоби (розм.проносне) — група лікарських речовин, які, посилюючи перистальтику кишки, прискорюють його спорожнення. До проносних відносять неорганічні речовини, наприклад, глауберова та штучна карловарська солі, сульфат магнію тощо, органічні олії — вазелінова, рицинова тощо, частини рослин — ревінь, жостір, олександрійський лист та інші. Механізм дії проносних засобів різний: подразнення хеморецепторів слизової оболонки кишки (фенолфталеїн, ревінь), механічне полегшення просування вмісту по кишці (олії), утруднення всисання води в кишці (неорганічні солі). Проносне застосовують при запорах, для видалення з кишки отруйних речовин тощо. Протипоказання: запальні процеси у кишці, вагітність та деякі інші випадки.